# Ali Pasja (Turks politicus)

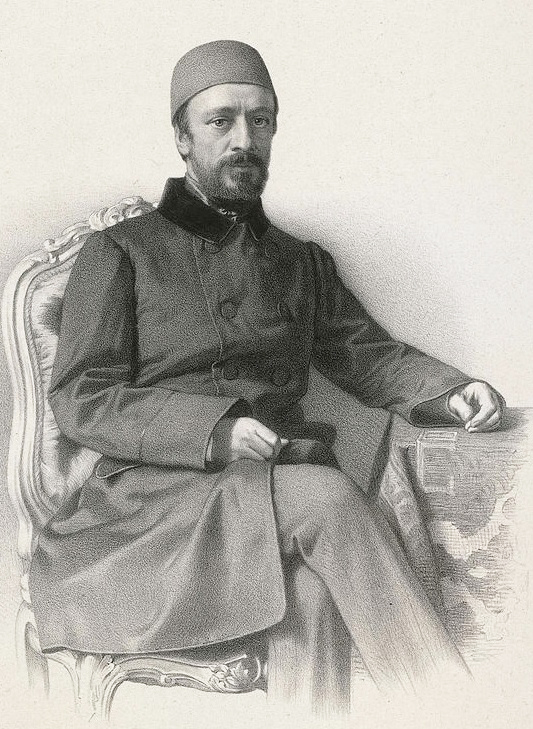
Mehmed Emin Ali Pasha

Ali Pasja (1815-1871) was in de 19e eeuw minister van Buitenlandse Zaken van Turkije. Hij voerde de titels Heer van Tepelen en Heer van Yannina. De Turkse politicus ontving in 1851 de Ie Klasse van de Orde van de Rode Adelaar in de voor niet-christenen voorgeschreven vorm.
- Bibliothèque nationale de France: cb16295834x (data)
- Gemeinsame Normdatei: 121143252
- International Standard Name Identifier: 0000 0001 1673 8104
- Library of Congress Control Number: n84123588
- Nationale Bibliotheek van Israël: 987007446598805171
- Nederlandse Thesaurus van Auteursnamen: 081623755
- Système universitaire de documentation: 07749427X
- TDVİA: ali-pasa-mehmed-emin
- Virtual International Authority File: 75256276
- WorldCat: E39PBJxMjmTRFqghd7pkXpKw4q